# Aongstroemia hilariana
Aongstroemia hilariana là một loài rêu trong họ Dicranaceae. Loài này được Mont. Müll. Hal. mô tả khoa học đầu tiên năm 1848.